# Portret van Johannes Wtenbogaert
Portret van Johannes Wtenbogaert is een schilderij van Rembrandt in het Rijksmuseum Amsterdam.

## Voorstelling
Het stelt de Nederlandse predikant en schrijver Johannes Wtenbogaert voor. Hij draagt een zwart solideetje en een zwarte toga, kleding waarin geleerden in Rembrandts tijd zich graag lieten portretteren. De handen, die veel vlakker zijn geschilderd dan het gezicht, zijn mogelijk het werk van een van Rembrandts leerlingen. Hij houdt met zijn rechterhand een paar handschoenen vast, terwijl hij zijn linkerhand op zijn borst houdt. Rechts tegen de muur staat een opengeslagen boek, ervoor ligt een zwarte hoed met een brede rand. Linksboven staat in het Latijn de leeftijd van de geportretteerde vermeld: ‘ÆT[ATIS]:· 76’ (op de leeftijd van 76 jaar).

## Toeschrijving en datering
Het werk is rechtsboven gesigneerd ‘Rembrandt Ft. / 1633’. Deze signatuur is onderzocht door het Rembrandt Research Project en is volgens hen authentiek.

## Herkomst
Het werk is gemaakt in opdracht van de Amsterdamse koopman Abraham Anthonisz. Recht. Op 13 april 1633 schreef Wtenbogaert in zijn dagboek: ‘Wtgeschildert van Rembrant, voor Abraham Anthonissen’. Op 20 oktober 1664 wordt het nog vermeld in de boedelinventaris van Recht als ‘Conterfeijtsel van Uijtenbogaert’ en getaxeerd op 40 gulden. Eind 18e eeuw bevond het zich waarschijnlijk in de verzameling van Girolamo Manfrin in Venetië (overl. 1802). Een zegel en een etiket op de achterzijde wijzen hierop. In 1806 wordt het voor het eerst ook vermeld in de verzameling Manfrin. Het werk was inmiddels in het bezit van Manfrins zoon, Pietro Manfrin (overl. 1833). Na het overlijden van zijn zus Giulia Angela Giovanna Manfrin in 1849 kwam het aan Bortolina Manfrin Plattis. In 1851 wordt het vermeld in haar verzameling als ‘Ritratto con colare bianco’ (portret met witte kraag). In 1856 verkocht Manfrin Plattis het werk voor 8.000 napoléons aan de Londense kunsthandelaar of -verzamelaar A. Barker.
Volgens de veilingcatalogus van 1992 werd het voor 1860 aangekocht door Mayer Amschel de Rothschild, eigenaar van Mentmore Towers in Buckinghamshire, die het na zijn dood waarschijnlijk naliet aan zijn dochter, Hannah Primrose, gravin van Rosebery. Via haar kwam het in het bezit van haar man, Archibald Primrose, 5e graaf van Rosebery en premier van het Verenigd Koninkrijk. Zijn zoon, Harry Primrose, 6e graaf van Rosebery, liet het na zijn dood in 1974 na aan Neil Primrose, 7e graaf van Rosebery. Deze liet het op 8 juli 1992 veilen bij veilinghuis Sotheby's in Londen. De koper, de Canadese ondernemer Alfred Bader, verkocht het op 1 december 1992 aan het Rijksmuseum. Deze aankoop kwam tot stand met steun van de Vereniging Rembrandt, mede dankzij het Prins Bernhard Fonds, het VSBfonds, de Rijksmuseum-Stichting, De Staat der Nederlanden en particulieren
Adriaantje Hollaer · Ahasveros en Haman aan het feestmaal van Esther · De anatomische les van Dr. Deijman · De anatomische les van Dr. Nicolaes Tulp · Andromeda aan de rots geketend · Aristoteles bij de buste van Homerus · Artemisia · Badende vrouw · Bathseba met de brief van koning David · De blindmaking van Simson · De brillenverkoper · Buitenlandse admiraal · Christus in de storm op het meer van Galilea · Christus met een staf · Danaë · David en Uria · De doop van de kamerling · Het feestmaal van Belsazar · Flora · Gelijkenis van de rijke dwaas · Historiestuk · Jacob zegent de zonen van Jozef · Jeremia treurend over de verwoesting van Jeruzalem · Het Joodse bruidje · De maaltijd in Emmaüs · Marten Soolmans en Oopjen Coppit · Mozes en de tafelen der wet · De Nachtwacht · Het offer van Abraham (1635) · Pallas Athene · Portret van een man met handschoenen in de hand · Portret van een man · Portret van Amalia van Solms · Portret van Baertje Martens · Portret van Herman Doomer · Portret van Jan Six · Portret van Johannes Wtenbogaert · Portret van Maurits Huygens · De samenzwering van de Bataven onder Claudius Civilis · De schilder in zijn atelier · De Staalmeesters · De steniging van de Heilige Stefanus · Terugkeer van de verloren zoon · Titus aan de lezenaar · Titus als monnik · De Vaandeldrager · De verloochening van Petrus · De verloren zoon in een herberg · Het vertrek van de Sunammitische vrouw · De vlucht naar Egypte · De vlucht naar Egypte · Zelfportret op jeugdige leeftijd (ca. 1628) · Zelfportret met twee cirkels · Zelfportret als de apostel Paulus